# 資中禹王宮木牌坊
資中禹王宫木牌坊位於四川省資中縣重龍鎮，文物遺址年代判定為清。1991年4月16日公佈為四川省第三批文物保護單位。
資中禹王宫木牌坊是一座建築精致，雄偉壯觀的紅漆四柱木牌坊。正中橫額紅底藍字：『文命誕敷』赫然入目。這座牌坊是資中縣城大東街禹王宮的大門。1968年拆毀禹王宮擴建東路小學時遷到重龍山上，安置在永慶寺天王殿前。1911年辛亥革命时端方于此被杀。